# Јабука (висораван)
Јабука је планински предео, или висораван недалеко од Пријепоља и Пљеваља. Планинска висораван припада Динарским планинама, и уздиже се у југозападној Србији и северној Црној Гори.
Јабука је равњикасто заталасана висораван, комбинација голог рељефа који прелази у борове четинарске шуме. Јабука се по површини највише налази у Србији, а мање у Црној Гори. Највиши врх на висоравни је врх Слатина са 1412 м нм.